# René Chesneau
René Chesneau (* 17. September 1919 in Neuilly-sur-Seine; † 25. Oktober 2006 in Mougins) war ein französischer Ringer. Er war zweifacher Olympiateilnehmer.

## Werdegang
Behindert durch den Zweiten Weltkrieg begann die Ringerkarriere von René Chesneau, der einem Ringerclub in Paris angehörte, erst nach dem Zweiten Weltkrieg, als er sich schon fast seinem 30. Lebensjahr näherte. Er rang in beiden Stilarten, hatte aber auf der internationalen Ringermatte im griechisch-römischen Stil seine größten Erfolge. Seinen ersten französischen Meistertitel gewann er im Jahre 1948 im griech.-röm. Stil im Weltergewicht. Insgesamt gewann er zehn französische Meistertitel, den letzten im Jahre 1957 im griech.-röm. Stil im Mittelgewicht, als er schon 39 Jahre alt war.
Im Jahre 1946 nahm René Chesnau an der ersten nach dem Zweiten Weltkrieg stattfindenden internationalen Meisterschaft, der Europameisterschaft im freien Stil in Stockholm teil. Er unterlag dabei im Weltergewicht gegen zwei Ringer, die schon bis 1939 bei Europameisterschaften eine starke Rolle gespielt haben, Kálmán Sóvári aus Ungarn und Yaşar Doğu aus der Türkei und belegte den 7. Platz.
Die beste Platzierung bei einer internationalen Meisterschaft in seiner ganzen Karriere erzielte er dann bei den Olympischen Spielen 1948 in London. Mit zwei Siegen und zwei Niederlagen belegte er im Weltergewicht im griechisch-römischen Stil den 4. Platz. Die Niederlagen bezog er von Miklós Szilvási aus Ungarn und Gösta Andersson aus Schweden, die bei diesen Spielen die Gold- und Silbermedaille gewannen.
Hervorragend schnitt René Chesneau auch bei den Olympischen Spielen 1952 in Helsinki ab. Hier kam er im Weltergewicht im griech.-röm. Stil auf einen hervorragenden 5. Platz. Er hatte dabei das Pech, dass er gegen Gottfried Angelberger aus Österreich und Mahmoud Osman aus Ägypten "nur" zu Punktsiegen kam, denn dadurch schied er schon nach der Niederlage gegen Kalil Taha aus dem Libanon aus, weil er fünf Fehlpunkte erreicht hatte. Mit einem Schulter- statt eines Punktsieges wäre er in den Medaillenrängen gelandet.
René Chesneau startete zwischen 1949 und 1955 noch an sechs weiteren internationalen Meisterschaften, kam dabei aber über Mittelplätze nicht hinaus.
Nach der französischen Meisterschaft 1957 beendete er seine Ringerlaufbahn.

## Internationale Erfolge
(OS = Olympische Spiele, WM = Weltmeisterschaft, EM = Europameisterschaft, GR = griechisch-römischer Stil, F = freier Stil, Le = Leichtgewicht, We = Weltergewicht, damals bis 67 kg bzw.73 kg Körpergewicht)
- 1946, 7. Platz, EM in Stockholm, F, We, nach Niederlagen gegen Kálmán Sóvári, Ungarn u. Yaşar Doğu, Türkei;
- 1948, 4. Platz, OS in London, GR, We, mit Siegen über Albert Longarela, Argentinien u. Nikolaus Felgen, Luxemburg u. Niederlagen gegen Miklós Szilvási, Ungarn u. Gösta Andersson, Schweden;
- 1949, 7. Platz, EM in Istanbul, F, Le, nach Niederlagen gegen Jan Cools, Belgien u. Servet Meric, Türkei;
- 1950, 10. Platz, WM in Stockholm, GR, We, nach Niederlagen gegen Miklós Szilvási und Gösta Andersson;
- 1951, 7. Platz, WM in Helsinki, F, Le, nach Niederlagen gegen Olle Anderberg, Schweden und Garibaldo Nizzola, Italien;
- 1952, 2. Platz, Turnier in St. Gallen, F, We, hinter Karl Schaad, Schweiz, vor Engelbert Grünkranz, BRD;
- 1952, 5. Platz, OS in Helsinki, GR, We, mit Siegen über Gottfried Angelberger, Österreich u. Mahmoud Osman, Ägypten u. einer Niederlage gegen Kalil Taha, Libanon;
- 1953, 1. Platz, Turnier in Riegelsberg, GR, Mi, vor Emil Maas und Pirmin Raber, bde. Saarland;
- 1953, 7. Platz, WM in Neapel, GR, We, mit Siegen über Kalil Taha u. Anastasios Moissidis, Griechenland u. Niederlagen gegen Franco Benedetti, Italien u. Marin Belușica, Rumänien;
- 1953, 3. Platz, Turnier in Dudweiler, GR, We, hinter Hans Böse, BRD u. Erich Schmidt, Saarland, vor Henry Freylinger, Luxemburg u. Franco Benedetti,
- 1954, 8. Platz, WM in Tokio, F, We, mit einem Sieg über J. Monaghan, Neuseeland u. Niederlagen gegen Bekir Büke, Türkei u. Wachtang Balawadse, Sowjetunion;
- 1955, 16. Platz, WM in Karlsruhe, GR, We, nach Niederlagen gegen Kâzım Ayvaz, Türkei u. Hendrik Stoltz, Niederlande